# Julia Friedrichs

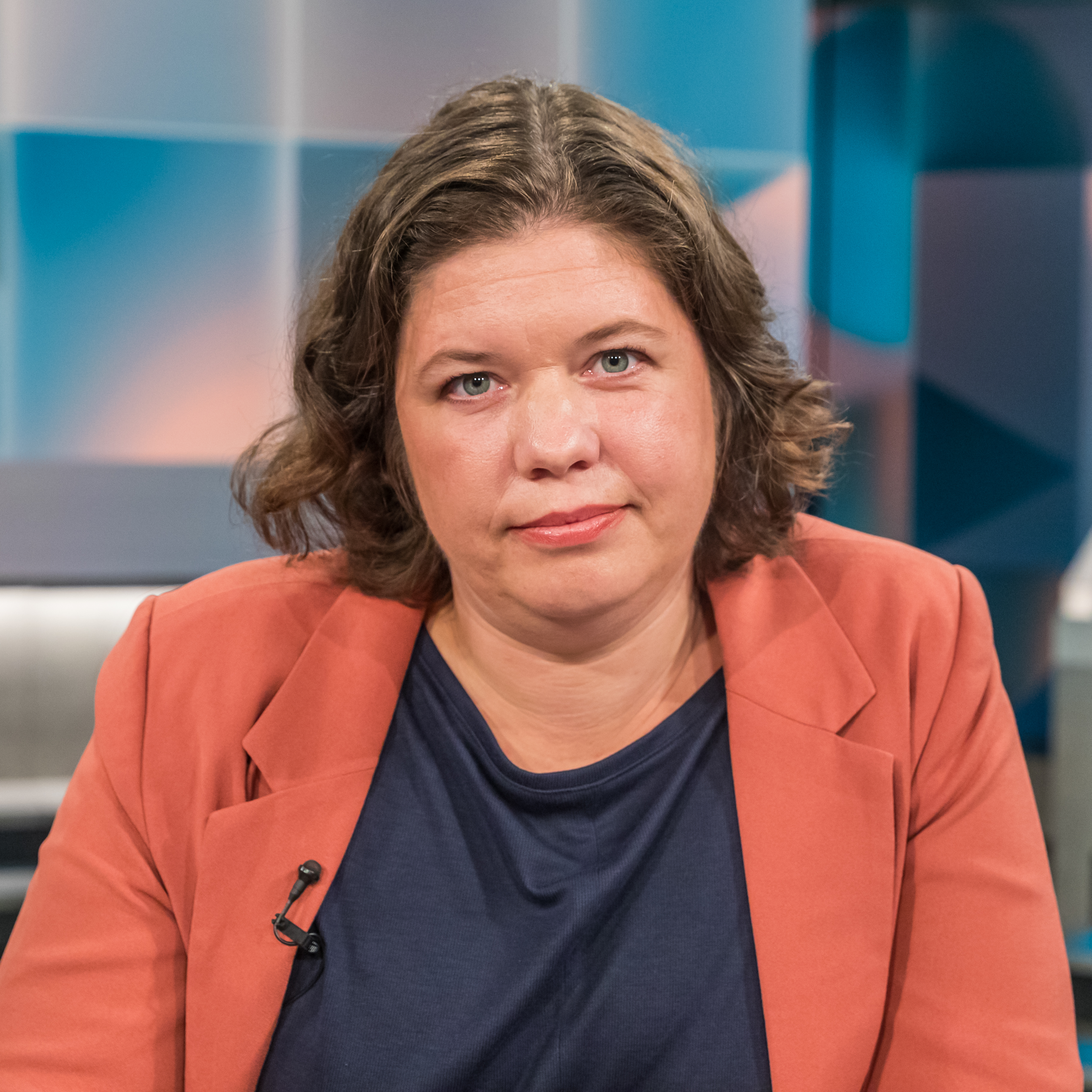
Julia Friedrichs (2024)

Julia Friedrichs (* 15. Dezember 1979 in Gronau/Westfalen) ist eine deutsche Journalistin, Autorin und Filmemacherin.

## Leben
Friedrichs schrieb als Schülerin erste Artikel, die in den Westfälischen Nachrichten in Gronau erschienen. Am Werner-von-Siemens-Gymnasium legte sie das Abitur ab, anschließend studierte sie in Dortmund und Brüssel Journalistik. Nach einem Volontariat beim Westdeutschen Rundfunk arbeitet sie als freie Autorin unter anderem für die WDR-Redaktionen Monitor und Echtzeit.
Im Jahr 2005 nahm sie zu Recherchezwecken am Rekrutierungsprozess der Unternehmensberatung McKinsey & Company teil. Ihr wurde eine Anstellung als Beraterin angeboten, die sie jedoch ausschlug. Eine kritische Dokumentation ihrer Erlebnisse wurden unter anderem in der Zeit und im Buch beraten & verkauft von Thomas Leif sowie in ihrem Sachbuch Gestatten: Elite. Auf den Spuren der Mächtigen von morgen veröffentlicht.
Für die Sozialreportage Abgehängt – Leben in der Unterschicht wurde Friedrichs 2007 mit dem Axel-Springer-Preis für junge Journalisten und dem Ludwig-Erhard-Förderpreis ausgezeichnet. Einer breiteren Öffentlichkeit wurde sie auch durch ihr im Februar 2008 erschienenes Buch Gestatten: Elite bekannt. Im April 2009 folgte ihr Buch Deutschland dritter Klasse, das sie mit Eva Müller und Boris Baumholt verfasst hat. Es setzt sich mit dem Thema Soziale Gerechtigkeit auseinander. In Ideale – Auf der Suche nach dem, was zählt, erschienen im Oktober 2011, geht es um Menschen mit eigenen Visionen, von dem, was sie erreichen möchten und wie sie an der Erfüllung ihrer Ideen arbeiten. In ihrer Veröffentlichung Wir Erben: Was Geld mit Menschen macht setzt sie sich kritisch mit den Folgen großer Erbschaften und deren Folgen für die Vermögensverteilung in Deutschland auseinander. Für ihr Buch „Working Class“ begleitete sie Menschen, die ihr Leben ausschließlich durch Arbeit finanzieren.
In den letzten Jahren arbeitete Friedrichs im Team von docupy mit. Docupy ist ein Online-Format, das innerhalb von sechs Monaten gesellschaftliche Themen und Probleme beleuchtet und abschließend in einer Dokumentation zusammenführt. Bislang sind drei Folgen entstanden: Ungleichland, Heimat und Neuland.
Zusammen mit dem Fernsehjournalisten und Sportmoderator Jochen Breyer drehte Friedrichs im Vorfeld der Fußballweltmeisterschaft 2022 die vielbeachtete Dokumentation „Geheimsache Katar“.
Mitte Dezember 2023 sendete das ZDF die Dokumentation Die geheime Welt der Superreichen – Das Milliardenspiel, die Friedrichs gemeinsam mit  Jochen Breyer recherchiert hat. Auf einer von der Wirtschaftskanzlei Flick Gocke Schaumburg veranstalteten Tagung zu Steuerthemen trafen die Filmemacher auf die Ministerialrätin Gerda Hofmann, die im Amt gewonnene Informationen direkt an die Berater der Reichsten weitergab.
Friedrichs lebt mit ihrem Partner und zwei Kindern in Berlin-Kreuzberg.

## Auszeichnungen
- 2007: Axel-Springer-Preis in der Kategorie Fernsehen[5]
- 2014: Medienpreis Bildungsjournalismus der Deutsche Telekom Stiftung in der Kategorie Print.[6]
- 2018: Otto Brenner-Preis – Medienprojektpreis für das Team von Docupy[7]
- 2019: Grimme-Preis Spezial für das Team von Docupy[8]
- 2022: Mitglied der 17. Bundesversammlung auf Vorschlag der  SPD-Landtagsfraktion in Nordrhein-Westfalen.
- 2022: Journalistin des Jahres in Kategorie Reportage national[9]
- 2024: Stern-Preis in der Kategorie „Investigation“ zusammen mit Jochen Breyer für die ZDF-Reportage Die geheime Welt der Superreichen – das Milliardenspiel.[10]

## Schriften
- Gestatten: Elite – Auf den Spuren der Mächtigen von morgen. Hoffmann und Campe, Hamburg 2008, ISBN 978-3-455-50051-6.
- Deutschland dritter Klasse – Leben in der Unterschicht (zusammen mit Eva Müller und Boris Baumholt). Hoffmann und Campe, Hamburg 2009, ISBN 978-3-455-50112-4.
- Ideale: Auf der Suche nach dem, was zählt. Hoffmann und Campe, Hamburg 2011, ISBN 978-3-455-50187-2.
- Wir Erben: Was Geld mit Menschen macht. Berlin Verlag, Berlin 2015, ISBN 978-3-8270-1209-8.
- Gebrauchsanweisung für Werder Bremen. Piper Verlag, München 2018, ISBN 978-3-492-27683-2.
- Working Class. Warum wir Arbeit brauchen, von der wir leben können. Berlin Verlag, Berlin 2021, ISBN 978-3-8270-1426-9.[11]
- Crazy Rich. Die geheime Welt der Superreichen. Berlin Verlag, Berlin 2024, ISBN 978-3-8270-1512-9.

## Filme
- Ungleichland. Wie aus Reichtum Macht wird
- Heimat
- Neuland. Wer hat die Macht im Internet?
- Geschichte im Ersten: HERstory
- Geheimsache Katar
- Die geheime Welt der Superreichen – das Milliardenspiel

## Hörfunkbeiträge
- „Mag ich nicht! – Warum Facebook nervt und die Welt nicht besser macht“. dradio, archiviert vom Original am 19. August 2012; abgerufen am 18. August 2012 (Politisches Feuilleton vom 17. August 2012, 07:20 Uhr).
- Lillifee unterm Weihnachtsbaum Ein Fest der Pinkifizierung, Politisches Feuilleton im Deutschlandradio Kultur vom 21. Dezember 2012